# Le Jardin de Porky
 (février 2017).
Si vous disposez d'ouvrages ou d'articles de référence ou si vous connaissez des sites web de qualité traitant du thème abordé ici, merci de compléter l'article en donnant les références utiles à sa vérifiabilité et en les liant à la section « Notes et références ».
Pour plus de détails, voir Fiche technique et Distribution.
Le Jardin de Porky (Porky's Garden) est un cartoon Looney Tunes réalisé par Tex Avery en 1937.